# Автоматично писане
Автоматично писане, наричано още психография, е психическа способност, при която човек пише текстове, без самият той да ги измисля съзнателно. В повечето случаи понятието се използва в спиритизма и обозначава писане под диктовка на по-висши духовни същества, души на починали или живи хора. Един от най-известните спиритисти, използвали автоматичното писане, е бразилският медиум Шико Шавиер (1910–2002).
Автоматично писане са използвали някои от сюрреалистите, като Андре Бретон, Луи Арагон, Робер Деснос и др. Също така поетът Фернанду Песоа и др.